# ドーン・ネザーウッド
ドーン・ネザーウッド（Dawn Netherwood 1960年2月22日 - ）は、イギリスのハダースフィールド出身の柔道選手。現役時代の階級は66kg級。

## 人物
1978年のヨーロッパ選手権56kg級で2位となった。1979年のヨーロッパ選手権は61kg級で2位となった。その後階級を66kg級に上げると、1980年にニューヨークで初開催となった女子の世界選手権66kg級に出場して決勝まで進むが、オーストリアのエーディト・ジーモンに肩固で敗れたものの銀メダルを獲得した。1982年からヨーロッパ選手権で2年連続して2位になった。1984年の世界選手権では銅メダルを獲得した。1986年の英連邦競技大会では2位だった。その後長い年月を経て、2010年から2年連続で世界ベテラン大会の63kg級で優勝を飾った。

## 主な戦績
56kg級での戦績
- 1977年 - イギリス国際　優勝
- 1978年 - ヨーロッパ選手権　2位

61kg級での戦績
- 1979年 - ヨーロッパ選手権　2位
- 1980年 - ドイツ国際　3位

66kg級での戦績
- 1980年 - 世界選手権　2位
- 1982年 - ドイツ国際　2位
- 1982年 - ヨーロッパ選手権　2位
- 1982年 - イギリス国際　優勝
- 1983年 - ヨーロッパ選手権　2位
- 1983年 - アメリカ国際　66kg級　優勝　無差別　2位
- 1984年 - 世界選手権　3位
- 1984年 - 福岡国際　優勝
- 1985年 - ドイツ国際　優勝
- 1986年 - 英連邦競技大会　2位
- 1989年 - ベルギー国際　優勝